# Espaço Rap Ao Vivo Especial
Espaço Rap Ao Vivo é uma edição ao vivo da coletânea musical de rap Espaço Rap, produzida por vários artistas do gênero. Foi lançada em 2002 e contém 11 faixas.

## Faixas
1. Pacto - Expressão Ativa
2. A Marcha Fúnebre Prossegue - Facção Central
3. Saída de Emergência - DMN
4. A Ideía é Forte - Detentos do Rap
5. Super Billy - Conexão do Morro
6. Paz Interior - RZO
7. A Vingança - Face da Morte
8. É o Terror - GOG
9. Roleta Russa - Império Z/O
10. Vida Bandida - Rappin' Hood
11. Fogo na Bomba - De Menos Crime